# Copa Libertadores 1984
La Copa Libertadores 1984 fue la vigésima quinta edición del torneo de clubes más importante de América del Sur, organizado por la Confederación Sudamericana de Fútbol, en la que participaron equipos de diez países sudamericanos: Argentina, Bolivia, Brasil, Chile, Colombia, Ecuador, Paraguay, Perú, Uruguay y Venezuela.
El campeón fue Independiente de Argentina, que alcanzó su séptima consagración en la competición tras derrotar en la final a Grêmio, el entonces campeón vigente, estableciendo un récord de títulos que no ha podido ser igualado hasta la fecha. Por esta razón, disputó la Copa Intercontinental 1984 ante Liverpool de Inglaterra, y clasificó a la segunda fase de la Copa Libertadores 1985.

## Formato
La competición se disputó bajo el mismo formato que se utilizó ininterrumpidamente desde la edición de 1974. El campeón vigente accedió de manera directa a la segunda fase, mientras que los 20 equipos restantes disputaron la primera. En ella, los clubes fueron divididos en cinco grupos de 4 equipos cada uno de acuerdo a sus países de origen, de manera que los dos representantes de una misma asociación nacional debían caer en la misma zona. El ganador de cada uno de los cinco grupos clasificó a la segunda fase, uniéndose al campeón vigente, estableciéndose dos zonas de 3 equipos. El primer posicionado en cada una de ellas accedió a la final, que se llevó a cabo en encuentros de ida y vuelta, disputándose un partido de desempate en caso de ser necesario.
|                           |                           | Equipos que entran en esta fase                                                                          | Equipos que provienen de la fase anterior |
| ------------------------- | ------------------------- | --- | ----------------------------------------- |
| Primera fase (20 equipos) | Primera fase (20 equipos) | - 2 equipos de Argentina, Bolivia, Brasil, Chile, Colombia, Ecuador, Paraguay, Perú, Uruguay y Venezuela |                                           |
| Segunda fase (6 equipos)  | Segunda fase (6 equipos)  | - 1 equipo, campeón de la Copa Libertadores 1983                                                         | - 5 equipos primeros de la Primera fase   |
| Final (2 equipos)         | Final (2 equipos)         | | - 2 equipos primeros de la Segunda fase   |

## Equipos participantes
En cursiva los equipos debutantes en el torneo.
| País                             | Equipo                              | Vía de clasificación |
| -------------------------------- | ----------------------------------- | --- |
| Argentina 2 cupos                | Estudiantes (LP) Independiente      | Campeón del Campeonato Nacional 1983 Campeón del Campeonato de Primera División 1983                                        |
| Bolivia 2 cupos                  | Bolívar Blooming                    | Campeón del Campeonato de Primera División 1983 Subcampeón del Campeonato de Primera División 1983                          |
| Brasil 2 cupos + campeón vigente | Grêmio Flamengo Santos              | Campeón de la Copa Libertadores 1983 Campeón del Campeonato Brasileño de 1983 Subcampeón del Campeonato Brasileño de 1983   |
| Chile 2 cupos                    | Universidad Católica O'Higgins      | Campeón de la Copa Polla Gol 1983 Subcampeón de la Copa Polla Gol 1983                                                      |
| Colombia 2 cupos                 | América de Cali Junior              | Campeón del Campeonato Colombiano 1983 Subcampeón del Campeonato Colombiano 1983                                            |
| Ecuador 2 cupos                  | El Nacional 9 de Octubre            | Campeón del Campeonato Ecuatoriano de 1983 Subcampeón del Campeonato Ecuatoriano de 1983                                    |
| Paraguay 2 cupos                 | Olimpia Sportivo Luqueño            | Campeón del Campeonato Paraguayo de 1983 Subcampeón del Campeonato Paraguayo de 1983                                        |
| Perú 2 cupos                     | Sporting Cristal Melgar             | Campeón del Campeonato Descentralizado 1983 Subcampeón del Campeonato Descentralizado 1983                                  |
| Uruguay 2 cupos                  | Danubio Nacional                    | 1.º puesto de la Liguilla Pre-Libertadores de América de 1983 2.º puesto de la Liguilla Pre-Libertadores de América de 1983 |
| Venezuela 2 cupos                | Universidad de Los Andes Portuguesa | Campeón de la Primera División Venezolana 1983 Subcampeón de la Primera División Venezolana 1983                            |

### Distribución geográfica de los equipos
Distribución geográfica de las sedes de los equipos participantes:

## Primera fase

### Grupo 1
| Equipo           | Pts. | PJ | PG | PE | PP | GF | GC | DG |
| ---------------- | ---- | -- | -- | -- | -- | -- | -- | -- |
| Independiente    | 9    | 6  | 4  | 1  | 1  | 11 | 5  | 6  |
| Olimpia          | 9    | 6  | 4  | 1  | 1  | 8  | 5  | 3  |
| Sportivo Luqueño | 3    | 6  | 0  | 3  | 3  | 2  | 6  | –4 |
| Estudiantes (LP) | 3    | 6  | 0  | 3  | 3  | 4  | 9  | –5 |

| \| Fecha \| Lugar \| Local \| Resultado \| Visitante \| \| ------------- \| ---------- \| ---------------- \| --------- \| ---------------- \| \| 29 de febrero \| La Plata \| Estudiantes (LP) \| 1:1 \| Independiente \| \| 8 de marzo \| Asunción \| Olimpia \| 0:0 \| Sportivo Luqueño \| \| 13 de marzo \| Asunción \| Sportivo Luqueño \| 0:1 \| Independiente \| \| 16 de marzo \| Asunción \| Olimpia \| 1:0 \| Independiente \| \| 20 de marzo \| Asunción \| Sportivo Luqueño \| 0:0 \| Estudiantes (LP) \| \| 23 de marzo \| Asunción \| Olimpia \| 2:1 \| Estudiantes (LP) \| \| 27 de marzo \| La Plata \| Estudiantes (LP) \| 1:1 \| Sportivo Luqueño \| \| 30 de marzo \| Avellaneda \| Independiente \| 2:0 \| Sportivo Luqueño \| \| 13 de abril \| Avellaneda \| Independiente \| 4:1 \| Estudiantes (LP) \| \| 13 de abril \| Asunción \| Sportivo Luqueño \| 1:2 \| Olimpia \| \| 24 de abril \| Avellaneda \| Independiente \| 3:2 \| Olimpia \| \| 27 de abril \| La Plata \| Estudiantes (LP) \| 0:1 \| Olimpia \| |            |                  |           |                  |
| Fecha | Lugar      | Local            | Resultado | Visitante        |
| 29 de febrero | La Plata   | Estudiantes (LP) | 1:1       | Independiente    |
| 8 de marzo | Asunción   | Olimpia          | 0:0       | Sportivo Luqueño |
| 13 de marzo | Asunción   | Sportivo Luqueño | 0:1       | Independiente    |
| 16 de marzo | Asunción   | Olimpia          | 1:0       | Independiente    |
| 20 de marzo | Asunción   | Sportivo Luqueño | 0:0       | Estudiantes (LP) |
| 23 de marzo | Asunción   | Olimpia          | 2:1       | Estudiantes (LP) |
| 27 de marzo | La Plata   | Estudiantes (LP) | 1:1       | Sportivo Luqueño |
| 30 de marzo | Avellaneda | Independiente    | 2:0       | Sportivo Luqueño |
| 13 de abril | Avellaneda | Independiente    | 4:1       | Estudiantes (LP) |
| 13 de abril | Asunción   | Sportivo Luqueño | 1:2       | Olimpia          |
| 24 de abril | Avellaneda | Independiente    | 3:2       | Olimpia          |
| 27 de abril | La Plata   | Estudiantes (LP) | 0:1       | Olimpia          |

### Grupo 2
| Equipo               | Pts. | PJ | PG | PE | PP | GF | GC | DG  |
| -------------------- | ---- | -- | -- | -- | -- | -- | -- | --- |
| Universidad Católica | 9    | 6  | 4  | 1  | 1  | 11 | 5  | 6   |
| Blooming             | 8    | 6  | 3  | 2  | 1  | 10 | 6  | 4   |
| Bolívar              | 6    | 6  | 2  | 2  | 2  | 10 | 8  | 2   |
| O'Higgins            | 1    | 6  | 0  | 1  | 5  | 4  | 16 | –12 |

| \| Fecha \| Lugar \| Local \| Resultado \| Visitante \| \| ----------- \| ---------- \| -------------------- \| --------- \| -------------------- \| \| 14 de marzo \| Santiago \| Universidad Católica \| 2:0 \| O'Higgins \| \| 17 de marzo \| La Paz \| Bolívar \| 0:0 \| Blooming \| \| 21 de marzo \| La Paz \| Bolívar \| 3:2 \| Universidad Católica \| \| 25 de marzo \| Santa Cruz \| Blooming \| 1:2 \| Universidad Católica \| \| 28 de marzo \| Santa Cruz \| Blooming \| 3:0 \| O'Higgins \| \| 1 de abril \| La Paz \| Bolívar \| 5:1 \| O'Higgins \| \| 24 de abril \| Santa Cruz \| Blooming \| 2:1 \| Bolívar \| \| 25 de abril \| Rancagua \| O'Higgins \| 0:2 \| Universidad Católica \| \| 2 de mayo \| Rancagua \| O'Higgins \| 3:4 \| Blooming \| \| 6 de mayo \| Santiago \| Universidad Católica \| 0:0 \| Blooming \| \| 9 de mayo \| Rancagua \| O'Higgins \| 0:0 \| Bolívar \| \| 13 de mayo \| Santiago \| Universidad Católica \| 3:1 \| Bolívar \| |            |                      |           |                      |
| Fecha | Lugar      | Local                | Resultado | Visitante            |
| 14 de marzo | Santiago   | Universidad Católica | 2:0       | O'Higgins            |
| 17 de marzo | La Paz     | Bolívar              | 0:0       | Blooming             |
| 21 de marzo | La Paz     | Bolívar              | 3:2       | Universidad Católica |
| 25 de marzo | Santa Cruz | Blooming             | 1:2       | Universidad Católica |
| 28 de marzo | Santa Cruz | Blooming             | 3:0       | O'Higgins            |
| 1 de abril | La Paz     | Bolívar              | 5:1       | O'Higgins            |
| 24 de abril | Santa Cruz | Blooming             | 2:1       | Bolívar              |
| 25 de abril | Rancagua   | O'Higgins            | 0:2       | Universidad Católica |
| 2 de mayo | Rancagua   | O'Higgins            | 3:4       | Blooming             |
| 6 de mayo | Santiago   | Universidad Católica | 0:0       | Blooming             |
| 9 de mayo | Rancagua   | O'Higgins            | 0:0       | Bolívar              |
| 13 de mayo | Santiago   | Universidad Católica | 3:1       | Bolívar              |

### Grupo 3
| Equipo          | Pts. | PJ | PG | PE | PP | GF | GC | DG |
| --------------- | ---- | -- | -- | -- | -- | -- | -- | -- |
| Flamengo        | 11   | 6  | 5  | 1  | 0  | 19 | 6  | 13 |
| América de Cali | 7    | 6  | 3  | 1  | 2  | 8  | 9  | –1 |
| Junior          | 4    | 6  | 2  | 0  | 4  | 9  | 12 | –3 |
| Santos          | 2    | 6  | 1  | 0  | 5  | 5  | 14 | –9 |

| \| Fecha \| Lugar \| Local \| Resultado \| Visitante \| \| ------------- \| -------------- \| --------------- \| --------- \| --------------- \| \| 11 de febrero \| Río de Janeiro \| Flamengo \| 4:1 \| Santos \| \| 21 de marzo \| Cali \| América de Cali \| 2:0 \| Junior \| \| 27 de marzo \| Cali \| América de Cali \| 1:1 \| Flamengo \| \| 29 de marzo \| Barranquilla \| Junior \| 1:2 \| Flamengo \| \| 3 de abril \| Barranquilla \| Junior \| 0:3 \| Santos \| \| 5 de abril \| Cali \| América de Cali \| 1:0 \| Santos \| \| 12 de abril \| Barranquilla \| Junior \| 4:1 \| América de Cali \| \| 20 de abril \| São Paulo \| Santos \| 0:5 \| Flamengo \| \| 27 de abril \| São Paulo \| Santos \| 0:1 \| América de Cali \| \| 3 de mayo \| Río de Janeiro \| Flamengo \| 4:2 \| América de Cali \| \| 8 de mayo \| São Paulo \| Santos \| 1:3 \| Junior \| \| 10 de mayo \| Río de Janeiro \| Flamengo \| 3:1 \| Junior \| |                |                 |           |                 |
| Fecha | Lugar          | Local           | Resultado | Visitante       |
| 11 de febrero | Río de Janeiro | Flamengo        | 4:1       | Santos          |
| 21 de marzo | Cali           | América de Cali | 2:0       | Junior          |
| 27 de marzo | Cali           | América de Cali | 1:1       | Flamengo        |
| 29 de marzo | Barranquilla   | Junior          | 1:2       | Flamengo        |
| 3 de abril | Barranquilla   | Junior          | 0:3       | Santos          |
| 5 de abril | Cali           | América de Cali | 1:0       | Santos          |
| 12 de abril | Barranquilla   | Junior          | 4:1       | América de Cali |
| 20 de abril | São Paulo      | Santos          | 0:5       | Flamengo        |
| 27 de abril | São Paulo      | Santos          | 0:1       | América de Cali |
| 3 de mayo | Río de Janeiro | Flamengo        | 4:2       | América de Cali |
| 8 de mayo | São Paulo      | Santos          | 1:3       | Junior          |
| 10 de mayo | Río de Janeiro | Flamengo        | 3:1       | Junior          |

### Grupo 4
| Equipo       | Pts. | PJ | PG | PE | PP | GF | GC | DG  |
| ------------ | ---- | -- | -- | -- | -- | -- | -- | --- |
| Nacional     | 9    | 6  | 4  | 1  | 1  | 13 | 5  | 8   |
| El Nacional  | 8    | 6  | 3  | 2  | 1  | 12 | 6  | 6   |
| Danubio      | 5    | 6  | 2  | 1  | 3  | 8  | 8  | 0   |
| 9 de Octubre | 2    | 6  | 0  | 2  | 4  | 7  | 21 | –14 |

| \| Fecha \| Lugar \| Local \| Resultado \| Visitante \| \| ----------- \| ---------- \| ------------ \| --------- \| ------------ \| \| 28 de marzo \| Montevideo \| Danubio \| 0:1 \| Nacional \| \| 4 de abril \| Quito \| El Nacional \| 3:1 \| 9 de Octubre \| \| 8 de abril \| Quito \| 9 de Octubre \| 2:2 \| Danubio \| \| 8 de abril \| Quito \| El Nacional \| 3:1 \| Nacional \| \| 15 de abril \| Quito \| 9 de Octubre \| 1:3 \| Nacional \| \| 15 de abril \| Quito \| El Nacional \| 3:0 \| Danubio \| \| 25 de abril \| Quito \| 9 de Octubre \| 2:2 \| El Nacional \| \| 26 de abril \| Montevideo \| Nacional \| 1:0 \| Danubio \| \| 3 de mayo \| Montevideo \| Nacional \| 1:1 \| El Nacional \| \| 4 de mayo \| Montevideo \| Danubio \| 5:1 \| 9 de Octubre \| \| 8 de mayo \| Montevideo \| Danubio \| 1:0 \| El Nacional \| \| 9 de mayo \| Montevideo \| Nacional \| 6:0 \| 9 de Octubre \| |            |              |           |              |
| Fecha | Lugar      | Local        | Resultado | Visitante    |
| 28 de marzo | Montevideo | Danubio      | 0:1       | Nacional     |
| 4 de abril | Quito      | El Nacional  | 3:1       | 9 de Octubre |
| 8 de abril | Quito      | 9 de Octubre | 2:2       | Danubio      |
| 8 de abril | Quito      | El Nacional  | 3:1       | Nacional     |
| 15 de abril | Quito      | 9 de Octubre | 1:3       | Nacional     |
| 15 de abril | Quito      | El Nacional  | 3:0       | Danubio      |
| 25 de abril | Quito      | 9 de Octubre | 2:2       | El Nacional  |
| 26 de abril | Montevideo | Nacional     | 1:0       | Danubio      |
| 3 de mayo | Montevideo | Nacional     | 1:1       | El Nacional  |
| 4 de mayo | Montevideo | Danubio      | 5:1       | 9 de Octubre |
| 8 de mayo | Montevideo | Danubio      | 1:0       | El Nacional  |
| 9 de mayo | Montevideo | Nacional     | 6:0       | 9 de Octubre |

### Grupo 5
| Equipo                   | Pts. | PJ | PG | PE | PP | GF | GC | DG |
| ------------------------ | ---- | -- | -- | -- | -- | -- | -- | -- |
| Universidad de Los Andes | 8    | 6  | 4  | 0  | 2  | 6  | 4  | 2  |
| Sporting Cristal         | 8    | 6  | 4  | 0  | 2  | 8  | 6  | 2  |
| Portuguesa               | 6    | 6  | 3  | 0  | 3  | 9  | 7  | 2  |
| Melgar                   | 2    | 6  | 1  | 0  | 5  | 5  | 11 | –6 |

| \| Fecha \| Lugar \| Local \| Resultado \| Visitante \| \| ----------- \| -------- \| ------------------------ \| --------- \| ------------------------ \| \| 11 de marzo \| Trujillo \| Sporting Cristal \| 3:2 \| Melgar \| \| 18 de marzo \| Mérida \| Universidad de Los Andes \| 2:0 \| Portuguesa \| \| 21 de marzo \| Acarigua \| Portuguesa \| 1:0 \| Sporting Cristal \| \| 21 de marzo \| Mérida \| Universidad de Los Andes \| 1:0 \| Melgar \| \| 25 de marzo \| Acarigua \| Portuguesa \| 4:0 \| Melgar \| \| 25 de marzo \| Mérida \| Universidad de Los Andes \| 0:1 \| Sporting Cristal \| \| 1 de abril \| Arequipa \| Melgar \| 2:0 \| Sporting Cristal \| \| 1 de abril \| Acarigua \| Portuguesa \| 1:2 \| Universidad de Los Andes \| \| 4 de abril \| Trujillo \| Sporting Cristal \| 2:1 \| Portuguesa \| \| 5 de abril \| Arequipa \| Melgar \| 0:1 \| Universidad de Los Andes \| \| 8 de abril \| Arequipa \| Melgar \| 1:2 \| Portuguesa \| \| 8 de abril \| Trujillo \| Sporting Cristal \| 2:0 \| Universidad de Los Andes \| |          |                          |           |                          |
| Fecha | Lugar    | Local                    | Resultado | Visitante                |
| 11 de marzo | Trujillo | Sporting Cristal         | 3:2       | Melgar                   |
| 18 de marzo | Mérida   | Universidad de Los Andes | 2:0       | Portuguesa               |
| 21 de marzo | Acarigua | Portuguesa               | 1:0       | Sporting Cristal         |
| 21 de marzo | Mérida   | Universidad de Los Andes | 1:0       | Melgar                   |
| 25 de marzo | Acarigua | Portuguesa               | 4:0       | Melgar                   |
| 25 de marzo | Mérida   | Universidad de Los Andes | 0:1       | Sporting Cristal         |
| 1 de abril | Arequipa | Melgar                   | 2:0       | Sporting Cristal         |
| 1 de abril | Acarigua | Portuguesa               | 1:2       | Universidad de Los Andes |
| 4 de abril | Trujillo | Sporting Cristal         | 2:1       | Portuguesa               |
| 5 de abril | Arequipa | Melgar                   | 0:1       | Universidad de Los Andes |
| 8 de abril | Arequipa | Melgar                   | 1:2       | Portuguesa               |
| 8 de abril | Trujillo | Sporting Cristal         | 2:0       | Universidad de Los Andes |

Partido desempate
| Fecha      | Lugar |                          | Resultado |                  |
| ---------- | ----- | ------------------------ | --------- | ---------------- |
| 11 de mayo | Cali  | Universidad de Los Andes | 2:1       | Sporting Cristal |

## Segunda fase

### Grupo A
| Equipo               | Pts. | PJ | PG | PE | PP | GF | GC | DG |
| -------------------- | ---- | -- | -- | -- | -- | -- | -- | -- |
| Independiente        | 6    | 4  | 2  | 2  | 0  | 4  | 2  | 2  |
| Nacional             | 3    | 3  | 1  | 1  | 1  | 3  | 2  | 1  |
| Universidad Católica | 1    | 3  | 0  | 1  | 2  | 1  | 4  | –3 |

| \| Fecha \| Lugar \| Local \| Resultado \| Visitante \| \| ------------------- \| ------------------- \| -------------------- \| --------- \| -------------------- \| \| 31 de mayo \| Montevideo \| Nacional \| 1:1 \| Independiente \| \| 7 de junio \| Santiago \| Universidad Católica \| 0:0 \| Independiente \| \| 26 de junio \| Avellaneda \| Independiente \| 2:1 \| Universidad Católica \| \| 29 de junio \| Montevideo \| Nacional \| 2:0 \| Universidad Católica \| \| 4 de julio \| Avellaneda \| Independiente \| 1:0 \| Nacional \| \| No se disputó[n. 1] \| No se disputó[n. 1] \| Universidad Católica \| : \| Nacional \| |               |                      |           |                      |
| Fecha | Lugar         | Local                | Resultado | Visitante            |
| 31 de mayo | Montevideo    | Nacional             | 1:1       | Independiente        |
| 7 de junio | Santiago      | Universidad Católica | 0:0       | Independiente        |
| 26 de junio | Avellaneda    | Independiente        | 2:1       | Universidad Católica |
| 29 de junio | Montevideo    | Nacional             | 2:0       | Universidad Católica |
| 4 de julio | Avellaneda    | Independiente        | 1:0       | Nacional             |
| No se disputó | No se disputó | Universidad Católica | :         | Nacional             |

### Grupo B
| Equipo                   | Pts. | PJ | PG | PE | PP | GF | GC | DG  |
| ------------------------ | ---- | -- | -- | -- | -- | -- | -- | --- |
| Grêmio                   | 6    | 4  | 3  | 0  | 1  | 14 | 5  | 9   |
| Flamengo                 | 6    | 4  | 3  | 0  | 1  | 9  | 7  | 2   |
| Universidad de Los Andes | 0    | 4  | 0  | 0  | 4  | 2  | 13 | –11 |

| \| Fecha \| Lugar \| Local \| Resultado \| Visitante \| \| ----------- \| -------------- \| ------------------------ \| --------- \| ------------------------ \| \| 26 de junio \| Porto Alegre \| Grêmio \| 5:1 \| Flamengo \| \| 29 de junio \| Caracas \| Universidad de Los Andes \| 0:3 \| Flamengo \| \| 3 de julio \| Caracas \| Universidad de Los Andes \| 0:2 \| Grêmio \| \| 6 de julio \| Río de Janeiro \| Flamengo \| 3:1 \| Grêmio \| \| 9 de julio \| Porto Alegre \| Grêmio \| 6:1 \| Universidad de Los Andes \| \| 12 de julio \| Río de Janeiro \| Flamengo \| 2:1 \| Universidad de Los Andes \| |                |                          |           |                          |
| Fecha | Lugar          | Local                    | Resultado | Visitante                |
| 26 de junio | Porto Alegre   | Grêmio                   | 5:1       | Flamengo                 |
| 29 de junio | Caracas        | Universidad de Los Andes | 0:3       | Flamengo                 |
| 3 de julio | Caracas        | Universidad de Los Andes | 0:2       | Grêmio                   |
| 6 de julio | Río de Janeiro | Flamengo                 | 3:1       | Grêmio                   |
| 9 de julio | Porto Alegre   | Grêmio                   | 6:1       | Universidad de Los Andes |
| 12 de julio | Río de Janeiro | Flamengo                 | 2:1       | Universidad de Los Andes |

Partido desempate
| Fecha                                                                                      | Lugar     |        | Resultado  |          |
| ------------------------------------------------------------------------------------------ | --------- | ------ | ---------- | -------- |
| 19 de julio                                                                                | São Paulo | Grêmio | 0:0 (t.s.) | Flamengo |
| Grêmio clasificó a la final por haber tenido mejor diferencia de goles en la Segunda fase. |           |        |            |          |

## Final
| Ida; 24 de julio de 1984 | Grêmio | 0:1 (0:1) | Independiente  | Estadio Olímpico Monumental, Porto Alegre                          |                                                                    |
|                          |        | Reporte   | Burruchaga 24' | Asistencia: 75 000 espectadores Árbitro(s): Juan Daniel Cardellino | Asistencia: 75 000 espectadores Árbitro(s): Juan Daniel Cardellino |

| Vuelta; 27 de julio de 1984 | Independiente | 0:0     | Grêmio | Estadio La Doble Visera, Avellaneda                    |                                                        |
|                             |               | Reporte |        | Asistencia: 60 000 espectadores Árbitro(s): Mario Lira | Asistencia: 60 000 espectadores Árbitro(s): Mario Lira |

|                                  |
| Bandera de Argentina             |
| Campeón Independiente 7.º título |

## Estadísticas

### Goleadores
| Jugador             | Club                     | Goles |
| ------------------- | ------------------------ | ----- |
| Tita                | Flamengo                 | 8     |
| Juan Ramón Carrasco | Nacional                 | 7     |
| Jorge Burruchaga    | Independiente            | 6     |
| Edmar               | Flamengo                 | 6     |
| Carlos Aguilera     | Nacional                 | 5     |
| Roque Valencia      | El Nacional              | 5     |
| Jorge Aravena       | Universidad Católica     | 4     |
| Bebeto              | Flamengo                 | 4     |
| Jorge Hirano        | Sporting Cristal         | 4     |
| Itamar de Acevedo   | Universidad de Los Andes | 4     |
| Juan Carlos Sánchez | Blooming                 | 4     |
| Alex Valderrama     | Junior                   | 4     |